# Barbara (film, 2017)
Barbara je francouzský hraný film z roku 2017, který režíroval Mathieu Amalric podle vlastního scénáře. Snímek měl světovou premiéru na filmovém festivalu v Cannes v sekci Un certain regard dne 18. května 2017.

## Děj
Režisér Yves připravuje film o zpěvačce Barbaře studiem archivních snímků a hudby, zatímco herečka Brigitte pečlivě studuje charakter, gesta, manýry a intonaci slavné zpěvačky, kterou bude hrát. Jak natáčení postupuje, Brigitte postupně splývá s postavou, učí se partitury a napodobuje výraz jejího obličeje, až to režiséra ruší.

## Obsazení
| Jeanne Balibarová | Brigitte / Barbara |
| Mathieu Amalric   | Yves Zand          |
| Lisa Ray-Jacobs   | agent Brigitte     |
| Vincent Peirani   | Roland Romanelli   |
| Aurore Clément    | Esther             |
| Fanny Imber       | Marie Chaix        |
| Grégoire Colin    | Charley Marouani   |
| Pierre Michon     | Jacques Tournier   |
| Marie Desgranges  | foniatrička        |

## Ocenění
- Cena Louise Delluca
- Cena Jeana Viga
- Filmový festival v Cannes: Prix pour la poésie du cinéma v sekci Un certain regard
- César: nejlepší herečka (Jeanne Balibar), nejlepší zvuk (Olivier Mauvezin, Nicolas Moreau a Stéphane Thiébaut); nominace v kategoriích nejlepší film, nejlepší režie (Mathieu Amalric), nejlepší původní scénář (Mathieu Amalric a Philippe Di Folco), nejlepší kamera (Christophe Beaucarne), nejlepší kostýmy (Pascaline Chavanne), nejlepší výprava (Laurent Baude), nejlepší střih (François Gédigier)